# Municipio de Hollywood
El municipio de Hollywood (en inglés: Hollywood Township) es un municipio ubicado en el condado de Carver en el estado estadounidense de Minnesota. En el año 2010 tenía una población de 1041 habitantes y una densidad poblacional de 11,23 personas por km².

## Geografía
El municipio de Hollywood se encuentra ubicado en las coordenadas 44°55′56″N 93°56′45″O / 44.93222, -93.94583. Según la Oficina del Censo de los Estados Unidos, el municipio tiene una superficie total de 92.67 km², de la cual 92,28 km² corresponden a tierra firme y (0,42 %) 0,39 km² es agua.

## Demografía
Según el censo de 2010, había 1041 personas residiendo en el municipio de Hollywood. La densidad de población era de 11,23 hab./km². De los 1041 habitantes, el municipio de Hollywood estaba compuesto por el 97,6 % blancos, el 0,1 % eran afroamericanos, el 0,1 % eran amerindios, el 0,86 % eran asiáticos, el 0,38 % eran de otras razas y el 0,96 % eran de una mezcla de razas. Del total de la población el 0,67 % eran hispanos o latinos de cualquier raza.